# Ferdinand Bender (Politiker)

Ferdinand Bender

Ferdinand Bender (* 24. Oktober 1870 in Halver, Westfalen; † 26. Oktober 1939 in Berlin-Bohnsdorf) war ein deutscher Anarchist, später Gewerkschaftsfunktionär und SPD-Politiker. Er war von 1912 bis 1932 Mitglied des Reichstages.
Nach der Volksschule in Halver absolvierte Bender 1884–88 eine Schlosserlehre und übte diesen Beruf anschließend in verschiedenen Städten Deutschlands und der Schweiz aus. Bis 1897 saß der damals aktive Anarchist insgesamt 32 Monate im Gefängnis. In Magdeburg, wo er sich 1897 niederließ, brach er offen mit dem Anarchismus und schloss sich der SPD an.
Seit Ende 1901 arbeitete Bender als Gewerkschaftsfunktionär im Verband der Handels-, Transport- und Verkehrsarbeiter Deutschlands (ab 1907 Deutscher Transportarbeiter-Verband), zunächst als Gauleiter in Magdeburg und von 1907 bis 1919 in Elberfeld. Von 1905 bis 1907 gehörte er dem Ausschuss der Landesversicherungsanstalt der preußischen Provinz Sachsen an. Von 1919 bis 1929 war er Vorstandsmitglied des Deutschen Verkehrsbundes und nach der Fusion ab dem 1. Januar 1930 Vorstandsmitglied des Gesamtverbands der Arbeitnehmer der öffentlichen Betriebe und des Personen- und Warenverkehrs.
Im Kaiserreich vertrat Bender von 1912 bis 1918 den Wahlkreis Herzogtum Anhalt 2 (Bernburg-Köthen-Ballenstedt) im Reichstag. Während der Novemberrevolution 1918/19 war er Vorsitzender des Arbeiter- und Soldatenrates der Stadt und des Kreises Bernburg. Dann war er von 1919 bis 1920 Mitglied der Weimarer Nationalversammlung für den Wahlkreis 12 (Regierungsbezirk Magdeburg und Anhalt). In der Weimarer Republik gehörte er für fünf Wahlperioden – von 1920 bis 1932 – erneut dem Reichstag an, diesmal als Abgeordneter des Wahlkreises 10 (Magdeburg).
Nach der Zerschlagung der Gewerkschaften im Mai 1933 wurde er aus seinem Beruf entlassen und zog nach Berlin-Bohnsdorf, wo er 1939 Suizid beging.